# Kényszerképzet
A kényszerképzet lelki zavarból származó, a figyelmet teljesen lekötő, beteges elképzelés, gondolat, amely rendszerint szorongással, nyugtalansággal jár; az érintett személy akarata ellenére, kényszeresen, állandóan ezzel foglalkozik. 

„kényszerképzet fn
1. (Lélektan) Pszichikai zavarból származó, a tudatba feltolakodó képzet, amely rendsz. szorongással, nyugtalansággal jár, s az ember észszerű belátása ellenére kénytelen vele foglalkozni. ~ hatására. Nem bír szabadulni ~étől.
2. (vál, túlzó) Alaptalan vélemény v. érzelmi állásfoglalás, amelyhez vki makacsul ragaszkodik. Hagyd az ilyen ~eket, és nézd végre reálisan a helyzetet.”

A kényszerképzet szót elsősorban a köznyelvben illetve a kriminológia szaknyelvében használják bizonyos tünetek megnevezésére. Közgondolkodásunkban  a „megbolondulás”, nem más, mint a téveszmék, alaptalan kényszerképzetek, a zavart és logikátlan viselkedés szinonimája.
A pszichológia és a pszichiátria más kifejezéseket használ.
Az orvostudomány használja a doxazma (téveszme, téves eszme, tévképzet) fogalmát  a gondolkodásban felismerhető, sajátos tartalmi csoport köré szerveződő, irreálisnak ható olyan gondolatképződmény leírására használjuk, amelynek igazságához az egyén makacsul ragaszkodik.

A terrorizmussal foglalkozó egyes szakértők szerint (Robius, Post) 

„... a terrorista lelki akaratát leginkább meghatározó pszichiátriai kórkép a paranoia. Hat alapvető kóros paranoiás tünetcsoportot mutattak ki különféle terroristák példáján, ezek: a bizalmatlanság, az elhivatottság, a nagyzási hóbort, a gyűlölet, az autonómiavesztéstől való félelem, a projekció, és a kényszerképzet.”